# Saint-Jory
Saint-Jory è un comune francese di 6 853 abitanti situato nel dipartimento dell'Alta Garonna nella regione dell'Occitania.

## Monumenti

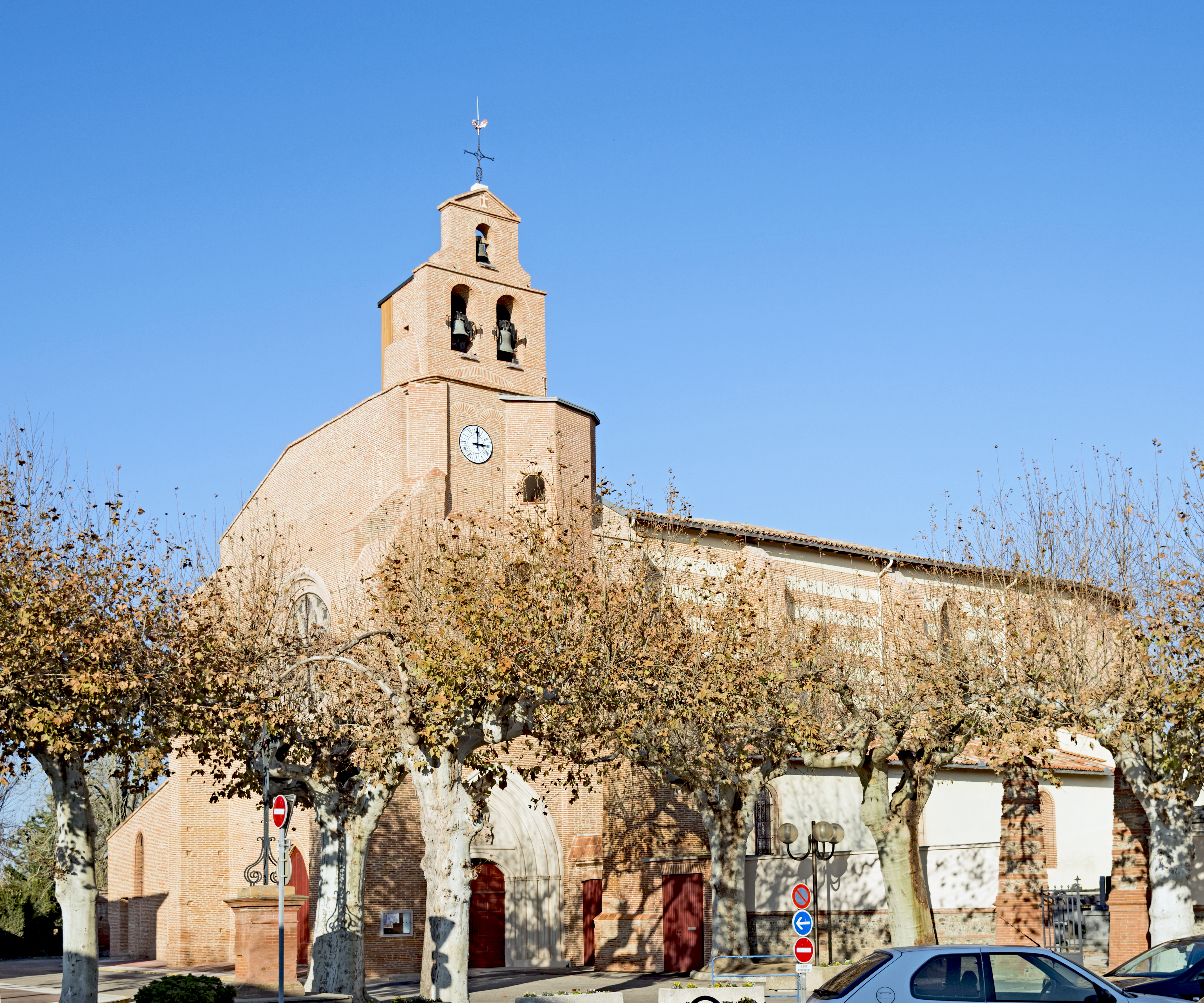
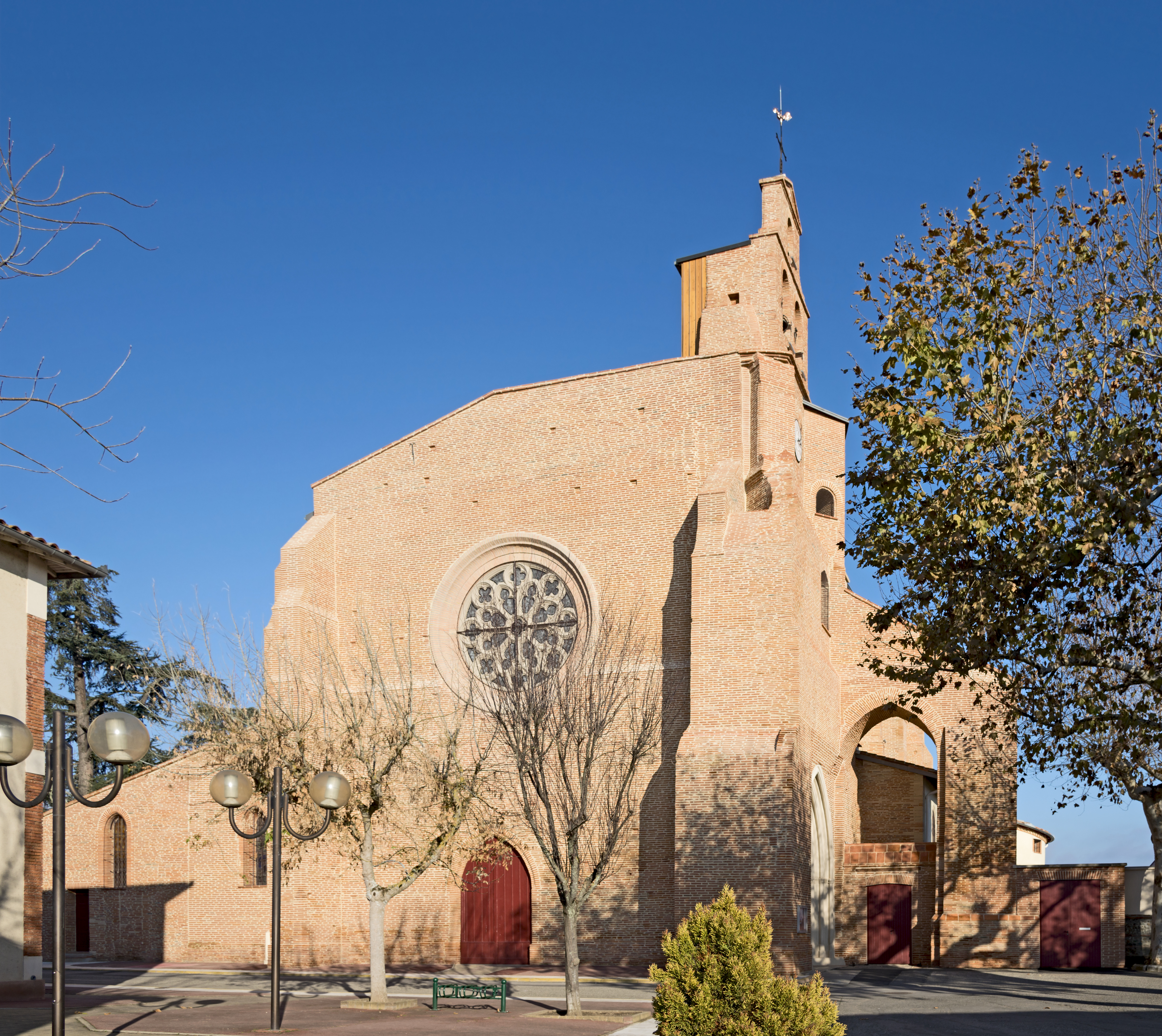
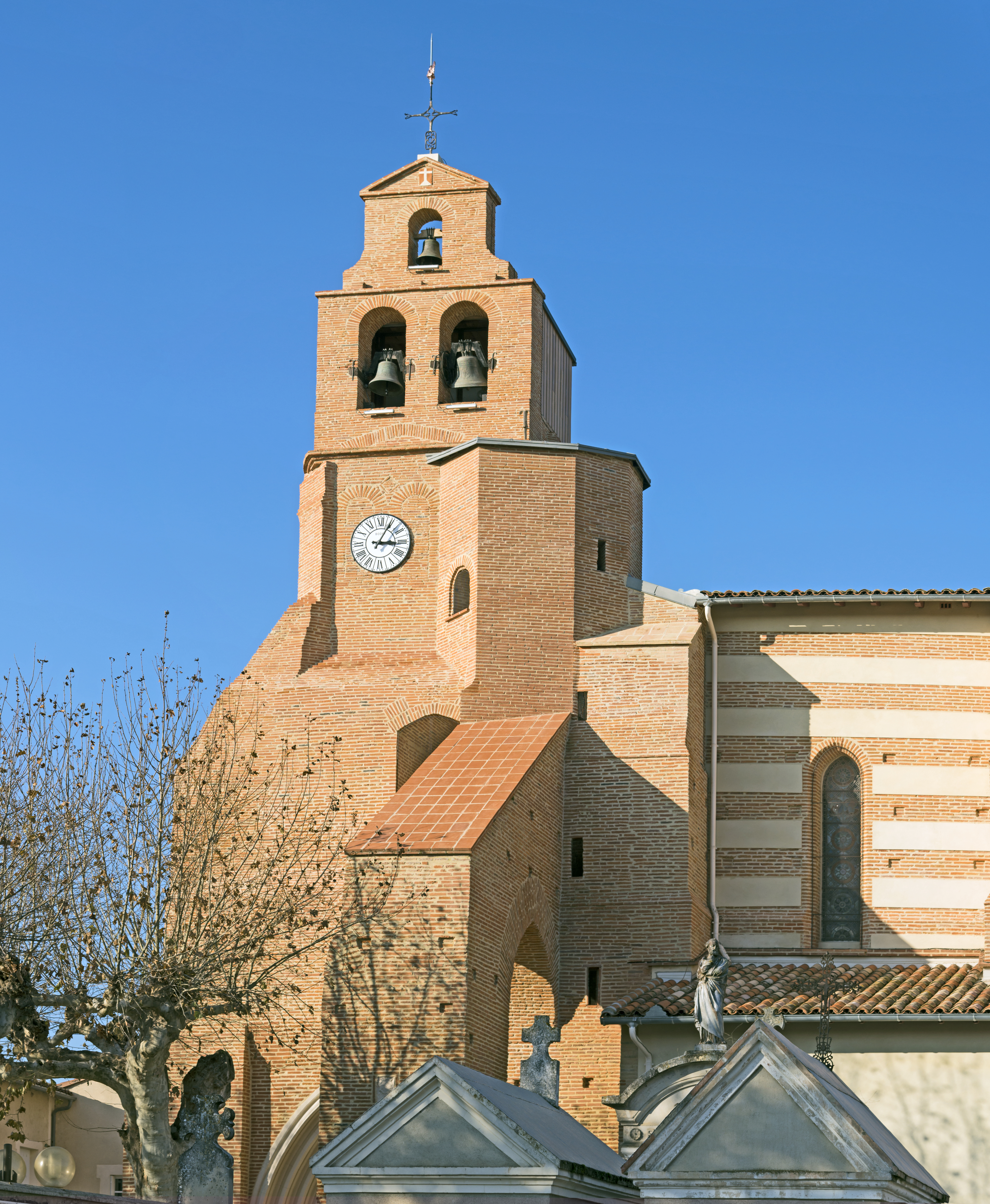

## Società

### Evoluzione demografica
Abitanti censiti

## Amministrazione

### Gemellaggi
- Segusino, dal 1997